# Maladers
Maladers (Italiaans (verouderd): Maladro) is een gemeente en plaats in het Zwitserse kanton Graubünden, en maakt deel uit van het district Plessur.
Maladers telt 493 inwoners.